# Dunkle Bodengrille
Die Dunkle Bodengrille (Mogoplistes brunneus) ist eine Langfühlerschrecke aus der Familie der Mogoplistidae.

## Merkmale
Die Tiere erreichen eine Körperlänge von sechs bis acht Millimetern. Ihr Körper ist einfärbig schwarzbraun gefärbt und schwach behaart. Vor allem auf der hinteren Körperhälfte sind die Grillen silbern und schwarz beschuppt, die Schuppen brechen bei Berührung leicht ab. Der Kopf ist zwischen den Antennenbasen merklich nach vorn verlängert. Das Weibchen ist flügellos, die Vorderflügel (Tegmina) des Männchens sind stark zurückgebildet und sind vollständig vom langen Halsschild verdeckt, dieser ist deutlich länger als breit. Der Legebohrer (Ovipositor) der Weibchen erreicht nur eine Länge von etwa zwei Millimetern. Von der ähnlichen Pseudomogoplistes squamiger ist die Art an der dunkleren Färbung, dem längeren Halsschild, dem Abstand der Antennenbasen (bei Mogoplistes brunneus drei- bis viermal so weit wie die Länge des ersten Antennensegments, bei Pseudomogoplistes squamiger nur doppelt so breit) und am kürzeren Ovipositor der Weibchen unterscheidbar.

## Vorkommen und Lebensweise
Die Dunkle Bodengrille ist von Nordost-Spanien, wo sie sehr selten ist über Südfrankreich und Italien (einschließlich Sizilien und Sardinien) bis nach Griechenland verbreitet. Man findet sie am Boden im Gras oder unter Laub, wo sie eine versteckte Lebensweise führt, insbesondere in der Falllaub-Schicht in Wäldern.